# 兰屿水丝麻
蘭嶼水絲麻（學名：Maoutia setosa），達悟語：Ait，為蕁麻科水絲麻屬下的一個種。
葉互生，螺旋狀排列，卵形、寬卵形至近於圓形，先端漸尖，細鋸齒緣或細齒牙緣，基部鈍至圓。葉下表面具白色蛛網狀綿毛。花序圓錐狀。常見於台灣蘭嶼及綠島，故以蘭嶼命名。